# 마더 3
《마더 3》(MOTHER3)은 2006년에 발매된 일본의 롤플레잉 게임이다. HAL 연구소에서 개발에 참여하여 닌텐도에서 2006년 GBA로 발매되었다. 시리즈를 창시한 이토이 시게사토가 프로듀서 및 시나리오 작가를 맡았으며, 류카와 가족들이 노웨어 아일랜드에서 겪는 거친 수난사를 그렸다.
이 게임은 전작 《마더 2》 출시 직후부터 구상이 시작돼 12년이라는 긴 개발 과정을 거쳤다. 원래는 2000년 닌텐도 64로 발매가 될 예정이었으나, 모종의 이유로 개발이 중지되어 갖은 수난 끝에 2006년 게임보이 어드밴스로 플랫폼이 변경되어 발매되었다. 2015년 12월 17일 Wii U 버추얼 콘솔로 재발매되었다.

## 줄거리
전작 《마더 2: 기그의 역습》의 사건 후 알 수 없는 시간만큼 지난 후 가상의 섬 노웨어 아일랜드가 게임의 주무대이며, 총 여덟 장에 걸쳐서 이야기가 진행된다. 첫 번째 장에선 노웨어 섬의 마을 타즈마일리에 사는 아이 류카의 시점으로 시작한다. 쌍둥이 클라우스와 어머니 히나와를 따라 섬 북쪽의 한 집에서 하루를 보내는 중, 돼지마스크 군대가 마을을 침략하는 것을 목격하게 된다. 같은 날, 타즈마일리 마을에 머무르고 있던 아버지 플린트는 돼지마스크 군대가 일으킨 산불로 마을의 집들이 전소하는 대혼란을 겪게되고, 가족이 마을로 돌아오지 않았다는 사실을 깨닫자 그들을 찾아서 급히 길을 떠난다. 모험 끝에 플린트는 류카와 클라우스를 찾았지만 히나와는 느닷없이 흉포해진 짐승의 습격을 받아 살지 못했다는 비보를 듣고 절망한다. 평화롭던 타즈마일리에 처음으로 닥친 비극에 온 마을이 비통에 잠긴 가운데 히나와의 장례식을 치루지만, 클라우스가 어머니의 복수를 하기 위해 산속으로 사라져 돌아오지 못했다는 이야기를 듣자 장인어른 알렉과 함께 클라우스를 찾아 나선다. 플린트는 클라우스를 찾는 도중 히나와를 살해한 짐승 드라고를 마주치자 살해하려 하지만, 돼지마스크의 개조로 기력을 모두 소모한 드라고를 보호하는 드라고 새끼의 저항과 알렉의 만류로 그만둔다. 그 후 플린트는 류카를 애완견 보니와 함께 집에 두고 클라우스를 찾아 탐색을 계속 하게 된다.
2장의 주인공은 초급 도둑 더스터로, 자신의 아버지이자 선생 웨스와 함께 버려진 성의 신비한 알을 훔치는 일을 한다. 수행 도중 공주 쿠마토라와 만나지만, 일행 모두 함정에 빠져 강에 휩쓸리면서 알과 더스터 모두 행방불명된다. 3장의 주인공은 떠돌이 상인 요쿠바가 데리는 원숭이 살사로, 히나와의 사망으로 아직 비애에 젖은 마을 사람들에게 '행복의 상자'라는 물건을 나눠준다. 류카가 드라고를 데리고 나타나 요쿠바를 공격하자, 살사는 웨스와 쿠마토라의 도움으로 주인에게서 탈출하는 데 성공한다.
4장은 전 장으로부터 삼 년 후가 무대로, 타즈마일리 마을은 요쿠바의 계략으로 기차역과 사업이 즐비한 도시화 사회가 됐다. 플린트는 클라우스를 잊지 못해 그를 찾아 끊임없이 방황하고, 류카는 집에 남겨 애완견 보니와 지내는 생활을 한다. 어느 날 류카는 따뜻한 마음씨의 중성신선 마집시에게 초능력을 가르침 받은 후, 보니와 함께 돼지마스크 군대를 조사하기 위해 모험을 떠난다. 여정 도중 류카는 기억을 잃고 밴드생활을 하던 더스터를 찾고 클럽 안내원으로서 은신하던 쿠마토라와 합류한다. 5장에서 류카 일행은 그들을 쫓는 돼지마스크 장군 '마스크를 쓴 남자'와 조우하는 한편, 세계의 비밀이 담겨있다는 신비한 알을 재입수한다. 6장에서 일행과 잠시 분리된 류카는 해바라기꽃이 만발한 들판에서 깨어나 히나와의 환상을 본다. 류카는 어머니의 품에 안기려 하지만 실패하고 쫓아가는 중 절벽으로 추락한다.
7장에서 류카와 보니는 타즈마일리 주민 리다를 만나 세상의 비밀에 대해 설명을 듣는다. 이 세계는 1만 년 전 인류가 멸종 직전에 멸리면서 살 수 없는 곳이 됐고, 남은 인간들은 어둠의 용의 등이 만든 섬 노웨어 아일랜드로 이주했다. 그들은 과거의 과오를 없애기 위해 자신들의 기억을 더스터가 가진 신비한 알에 봉인했다. 허나 자신의 등에 살고있는 인류에 분노해 용이 깨어나자, 일곱 바늘을 만들어 어둠의 용을 잠재우고 각각 7명의 마집시에게 맡겼다. 리다가 전하는 예언에 따르면 초능력 'PK 러브'를 사용할 수 있는 선택받은 자만이 바늘을 뽑고 용을 깨워 세계의 운명을 좌우할 수 있다고 한다. 류카는 예언에 따라 나머지 일행과 재합류하고 '가면의 남자'를 앞질러 바늘들을 회수한다.
8장에서 류카 일행은 마지막 바늘이 위치한 뉴 포크 시티에 도착하는데, 이 도시의 건축가이자 돼지마스크 군대를 이끄는 수장이 《마더 2: 기그의 역습》의 악당 포키 민치임이 드러난다. 류카와의 결전에서 패배한 포키는 아무도 들어올 수도 나갈 수도 없는 '절대안전 캡슐'에 자신을 가둔다. 마지막 바늘이 있는 장소로 향하는 동안 류카는 플린트를 만나 '가면의 남자'가 세뇌당한 클라우스임을 알게 된다. 바늘을 두고 류카와 클라우스가 싸움을 하는 중, 클라우스가 어머니 히나와에 대한 기억을 찾으면서 인간성을 회복한다. 클라우스는 자신의 행동과 어머니에 대한 죄책감으로 그 자리에서 자살한다. 류카는 플린트의 부탁으로 마지막 바늘을 뽑자, 어둠의 용이 깨어나 노웨어 아일랜드를 파괴한다. 결말 후 어둠으로 아무것도 보이지 않는 후일담에서 게임 내 등장인물들은 자신들이 살아남아 새 세계에 살고있으며 제4의 벽를 깨고 감사하다는 말을 전한다. 《마더 3》의 로고가 철에서 나무로 바뀐 장면을 마지막으로 게임의 막이 내린다.

### 등장 인물
- 류카: 노웨어 섬의 타츠마이리 마을에 사는 주인공으로 나이는 9세/12세이다. 《대난투 스매시 브라더스》에도 《X》부터 참전했다.
- 클라우스: 류카의 쌍둥이 형이다.
- 플린트: 류카와 클라우스의 부친으로 카우보이다.
- 히나와: 류카와 클라우스의 모친이다.
- 보니: 류카 가족이 기르는 개이다.
- 쿠마토라
- 더스터
- 살사

## 개발

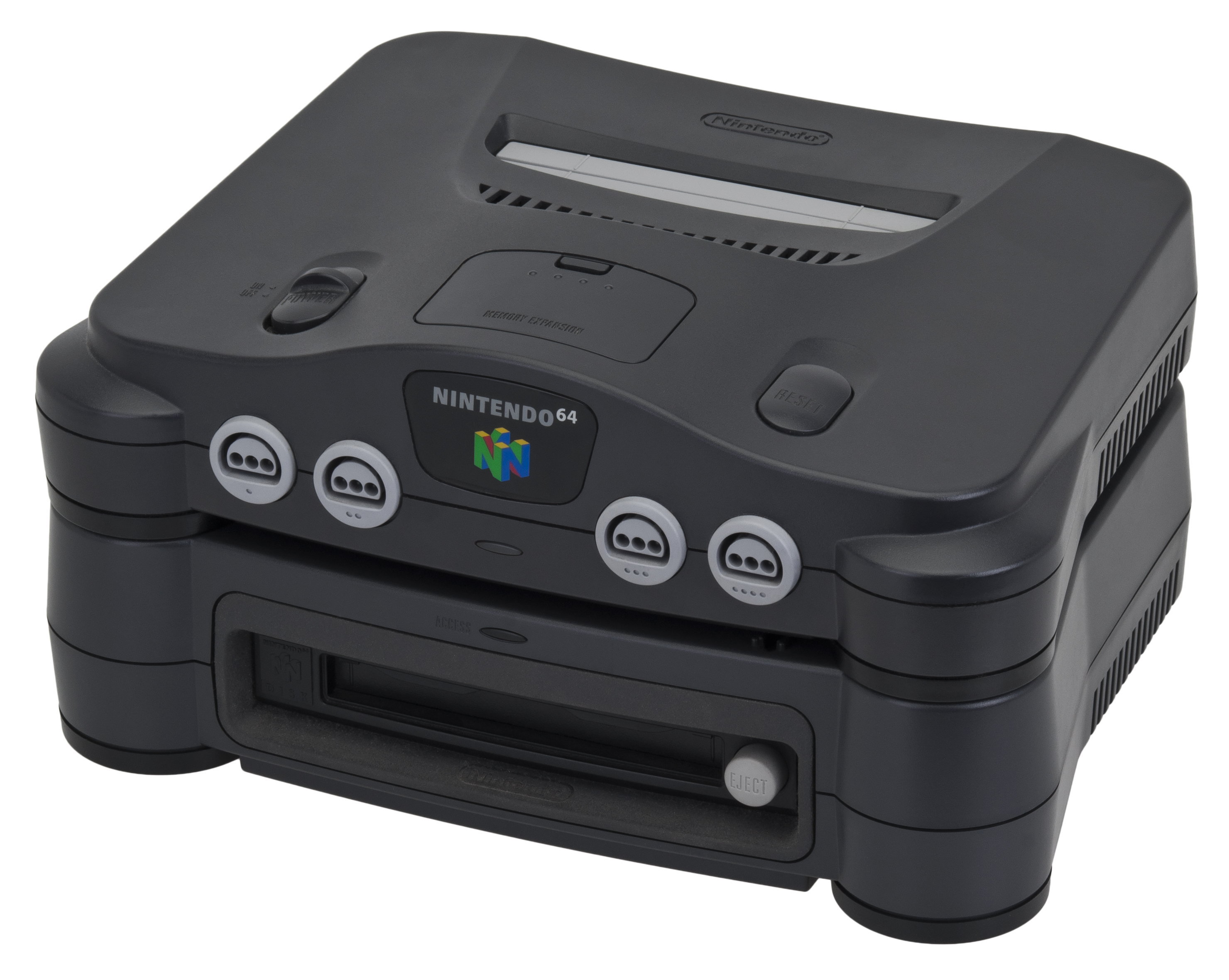
《마더 3》는 초기에 닌텐도 64 주변기기 64DD용으로 개발됐다

《마더 3》는 본래 1994년 미야모토 시게루와 이와타 사토루가 프로듀서로서 슈퍼 패미컴용으로 개발이 시작됐다. 제작진은 《마더 2: 기그의 역습》에 이미 참여한 개발자들이 대부분이었다. 《슈퍼 마리오 64》의 출시 후, 제작진은 이 게임처럼 3D 그래픽을 활용할 수 있다는 야망에 개발 플랫폼을 닌텐도 64로 전환했다. 그러나 닌텐도 64의 메모리 용량과 성능이 예측보다 제한이 많아 계획이 틀어지기 시작했다. 제작진은 게임의 내용을 대폭 줄이고 1999년 주변기기로 발매된 닌텐도 64DD용으로 개발 플랫폼을 변경했다. 이에 따라 《마더 3》는 64DD 동시발매 게임으로 출시될 예정이었으나, 64DD의 상업적 실패로 다시 플랫폼을 원 닌텐도 64로 변경했다.
1999년 닌텐도 스페이스 월드에서 닌텐도는 《마더 3》 데모를 발표했다. 북미 언론 기사에 따르면 영어 제목은 《어스바운드 64》(EarthBound 64)로 《젤다의 전설 시간의 오카리나》와 같은 256메가비트 카트리지를 사용할 예정이었다. 〈IGN〉은 다수의 주인공을 내세운 또다른 RPG 《라이브 어 라이브》와 비교하며 데모에 대해 호의적인 기사를 냈고, 〈패미통〉에서는 1999년 말 독자 기대 게임 순위 10위 내에 진입했다.
2000년 8월, 이토이 시게사토는 여러 발매 연기 끝에 《마더 3》 출시가 취소됐다고 공식적으로 발표했다. 이와타와 미야모토는 인터뷰에서 닌텐도 차세대 게임기 게임큐브로 대신 개발을 집중하기로 했다고 밝혔다. 이토이는 취소 결정 당시 개발이 30% 정도 진행됐으며 완성하는데 2년이 더 소모됐을 것이라고 밝혔다. 이와타는 닌텐도 64판 《마더 3》에 대해 3D 그래픽 전환이 게임 개발을 너무 복잡하게 만들었다고 회고했다. 미야모토는 《마더》 시리즈는 아직 끝이 아니며 게임을 언젠가 완성하고 싶다는 생각을 내비쳤다.
2003년, 휴대용 게임기 게임보이 어드밴스용 합본 《마더 1+2》의 일본 광고에서 닌텐도는 게임보이 어드밴스로 《마더 3》 개발을 재시작했다고 발표했다. 이토이는 원래 제작복귀를 불가능하다고 생각했으나 《마더》 시리즈 팬들의 염원을 듣고 생각을 바꿨다고 한다. 게임보이 어드밴스판 《마더 3》의 개발은 이토이의 감독 하에 닌텐도 자회사 브라우니 브라운이 담당했다. 그래픽은 3D에서 2D로 변경됐으나 이야기의 골자는 그대로였다. 2004년 7월에 《마더 3》 개발이 60% 완료됐다는 소식을 전했으며, 최종적으로 일본에서 2006년 4월 20일 발매됐다.

## 반응
《마더 3》는 일본에서 판매 첫 주 간 200,000본 정도를 판매했다. 이는 2006년 상반기에서 일본에서 가장 많이 판매된 20개 게임들 가운데 하나였다.